# Nemum raynalii
Espèce
Nemum raynalii est une espèce de plantes de la famille des Cyperaceae. Elle est dédiée au botaniste français Jean Raynal.
Elle a été publiée la première fois par S.S.Hooper dans Belg. J. Bot.